# أنيس هداية
أنيس هداية (مواليد 1976) ناشطة إندونيسية والمديرة التنفيذية لمنظمة "مايجرانت كير" ومقرها جاكرتا، والتي تدافع عن حقوق الملايين من النساء والرجال الأندونيسيين الساعين للعمل في الخارج لإطعام أسرهم والذين يواجهون أخطار الانتهاكات الجسيمة. تم الاعتراف بعملها من قبل هيومن رايتس ووتش في تورونتو بحصولها على جائزة أليسون دي فورج في عام 2011 وجائزة مؤسسة مركز دراسات حقوق الإنسان بجائزة ياب ثيام هين لحقوق الإنسان في عام 2014. وقد أدرجتها هيئة الإذاعة البريطانية ضمن قائمة 100 امرأة في عام 2013. عندما أطلقت هيئة الإذاعة البريطانية سلسلة 100 امرأة لذلك العام، لمناقشة القضايا التي تواجه نساء القرن الحادي والعشرين بعمق لمدة شهر، كانت هداية واحدة من أوائل النساء اللاتي طُلب منهن المشاركة في البرامج.